# Rootes Arrow
Rootes Arrow era o nome do fabricante para uma linha de carros produzidos sob várias marcas rebatizados pelo Rootes Group (mais tarde Chrysler Europe) de 1966 a 1979 na Europa, e continuando até 2005 no Irã. Está entre os últimos designs da Rootes, desenvolvidos sem influência do futuro proprietário Chrysler. A linha é quase sempre referida pelo nome do modelo mais prolífico, o Hillman Hunter.
Um número substancial de nomes de marcas e modelos separados foram aplicados a esta plataforma de carro único. Alguns receberam nomes de modelos diferentes para justificar diferenças de acabamento (Hillman GT, Hillman Estate Car) e, de tempos em tempos, os modelos foram vendidos em alguns mercados europeus sob a marca Sunbeam (Sunbeam Sceptre, por exemplo), e em outras ocasiões usaram nomes de marcas/modelos do Reino Unido. Os modelos Singer Gazelle e Vogue também foram vendidos no Reino Unido por uma temporada com o emblema Sunbeams após a retirada da marca Singer.
Os modelos vendidos – nem todos simultaneamente – foram, em ordem alfabética por marca:
- Chrysler Hunter, Chrysler Vogue[1]
- Dodge Husky
- Hillman Arrow, Hillman Break de Chasse, Hillman Estate Car,[2] Hillman GT, Hillman Hunter, Hillman Hustler, Hillman Minx, Hillman Vogue[3]
- Humber Sceptre
- Iran National Paykan
- Singer Gazelle e Singer Vogue
- Cupês fastback Sunbeam Alpine e Sunbeam Rapier
- Sunbeam Arrow, Sunbeam Break de Chasse, Sunbeam Hunter, Sunbeam Minx, Sunbeam Sceptre e Sunbeam Vogue

O modelo mais prolífico dentro da linha Arrow, o Hillman Hunter, foi o principal concorrente da empresa sediada em Coventry no segmento D. Em sua produção de 13 anos, seus contemporâneos do mercado do Reino Unido incluíram o Ford Cortina, Vauxhall Victor, Austin/Morris 1800 e Morris Marina. O esportivo Sunbeam Rapier ocupou um segmento disputado pelo Ford Capri, MGB GT, Vauxhall Firenza e, até certo ponto, o Triumph Dolomite, enquanto o Humber Sceptre mais sofisticado competiu com outros carros de especificação premium baseados em sedãs convencionais, como o Vanden Plas 1300 e 1500, o Wolseley 18/85 e o Ford Cortina 1600E e 2000E.
A linha Arrow se estendeu a vários estilos de carroceria: sedã, perua, cupê fastback e duas picapes leves diferentes (a Dodge Husky da África do Sul e a IKCO Bardo no Irã, cada modelo tinha uma carroceria única). Dependendo do modelo, eles tinham duas ou quatro portas. Nem todas as marcas estavam representadas em todos os estilos de carroceria, com os cupês sendo reservados para a Sunbeam.